# Ceratina langenburgiae
Ceratina langenburgiae är en biart som beskrevs av Embrik Strand 1912. Ceratina langenburgiae ingår i släktet märgbin, och familjen långtungebin. Inga underarter finns listade i Catalogue of Life.